# Fivelzigt
Fivelzigt is een wijk in de Nederlandse plaats Delfzijl. De wijk is gelegen in het westen van Delfzijl, aangrenzend aan de wijk Delfzijl-West en ligt tussen het Damsterdiep en de spoorlijn. De wijk is genoemd naar de voormalige rivier de Fivel die in de nabijheid heeft gelopen. De nabijgelegen streek heet Fivelingo. In 2023 had de wijk 1.525 inwoners, terwijl dit er in 2001 nog circa 1.850 waren.

## Algemeen
De wijk is aangelegd in de jaren zeventig. Daarna is de wijk in de jaren 90 nog uitgebreid. Fivelzigt bestaat voornamelijk uit koopwoningen. In de wijk ligt ook de steenfabriek Fivelmonde. De wijk bestaat uit drie buurten, Fivelzigt, ook wel de Ambachtenbuurt genoemd, Fivelmonde (de Landbouwgrondenbuurt) en Dethmerseiland. De Ambachtenbuurt ligt ten zuiden van de dwars door de wijk lopende "Weg naar den Dam". Ten noorden ligt de Landbouwgrondenbuurt, aan de noordkant hiervan ligt het Biessumerbos en het dorp Biessum. De Ambachtenbuurt grenst aan het Dethmerseiland. Ten westen grenst de wijk aan de Uitwierdermaar en Appingedam.

## Steenfabriek Fivelmonde

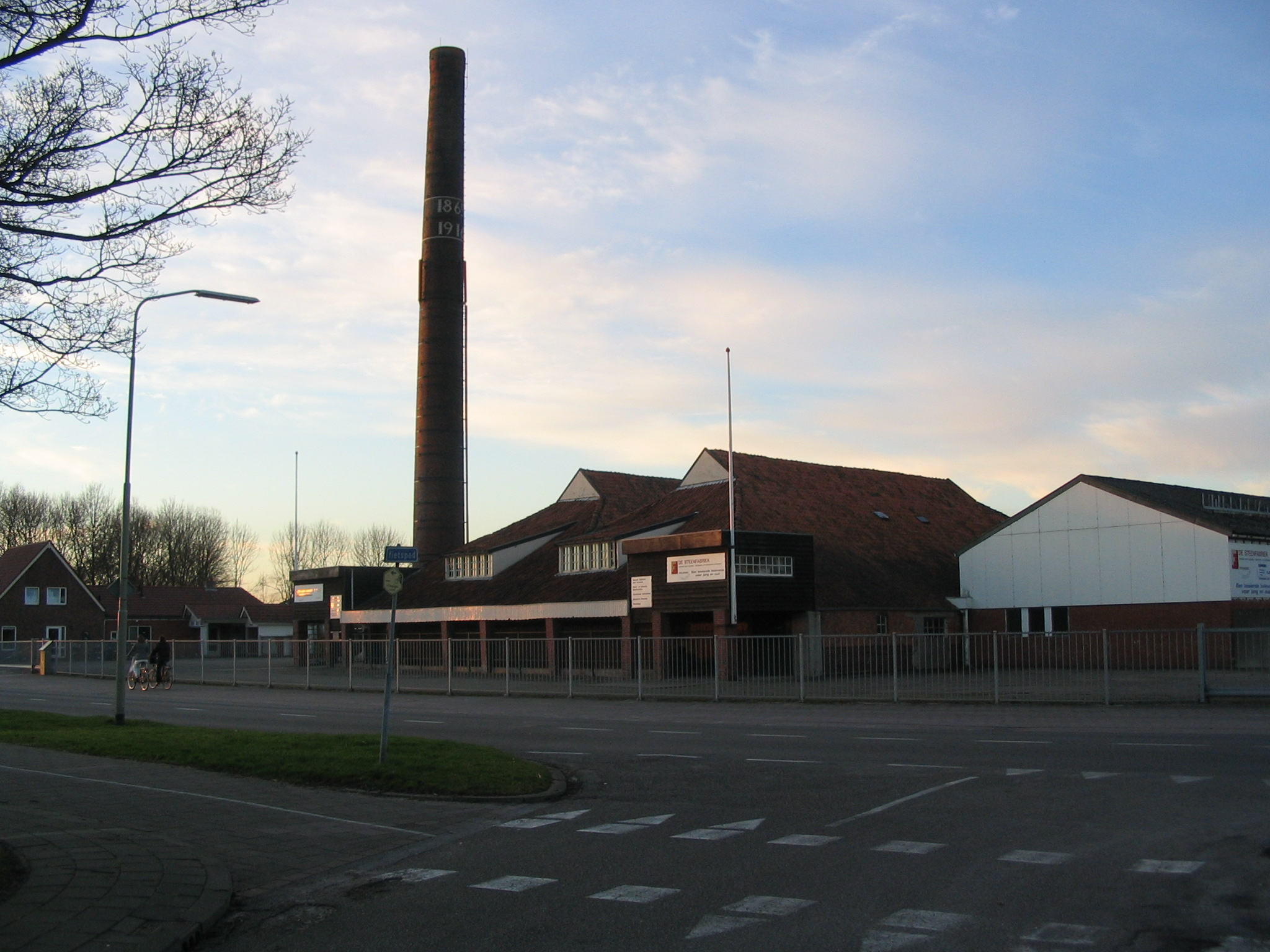
De steenfabriek Fivelmonde in de wijk Fivelzigt in Delfzijl. (Foto: 2008)

In de wijk ligt tevens de steenfabriek Fivelmonde. De fabriek is in 1862 opgericht door de familie Hijlkema. De steenfabriek is sinds 2002 buiten bedrijf. De fabriek was een van de laatste nog functionerende steenfabrieken met een zigzagoven. De fabriek heeft enige tijd als museum gefunctioneerd en was te bezichtigen. Anno 2025 is de steenfabriek niet meer geopend voor publiek in bedrijf en in handen van een projectontwikkelaar. 

## Boerderij Fivelzigt
In de wijk ligt verder nog de historische boerderij Fivelzigt. In de volksmond ook wel de boerderij "Bruining van den Berg" genoemd. De boerderij was vele tientallen jaren de vaste locatie van de kindervakantiespeelweek Lutje Grut. Deze boerderij is rond 2009 gerestaureerd en is anno 2025 in gebruik als kantoorruimte.